# Mount Hoffman
Mount Hoffman ist ein markanter Berg im westantarktischen Ellsworthland. An der Südflanke der Pirrit Hills ragt er 2,5 km südsüdwestlich des Mount Tidd auf.
Seine Position wurde am 7. Dezember 1958 von der US-amerikanischen Ellsworth-Byrd Traverse Party bestimmt und er nach Daniel Hoffman benannt, Mechaniker dieser Mannschaft.